# Focjusz II (patriarcha Konstantynopola)
Focjusz II, gr. Φώτιος Βʹ (ur. 1874, zm. 1935) – patriarcha Konstantynopola od 7 października 1929 do 29 grudnia 1935.